# NGC 2915
NGC 2915 je galaksija u zviježđu Kameleonu.

## Vanjske poveznice
- SEDS: NGC 2915